# Strada di Scanno
Strada di Scanno è una stampa litografica di Maurits Cornelis Escher realizzata nel 1929.

## Descrizione
La litografia raffigura una strada di Scanno (Vico Ciorla), più precisamente un vicolo del paese con una scalinata in discesa in cui sono presenti due figure femminili intente nei loro lavori a tombolo.  In lontananza si vede un monte.

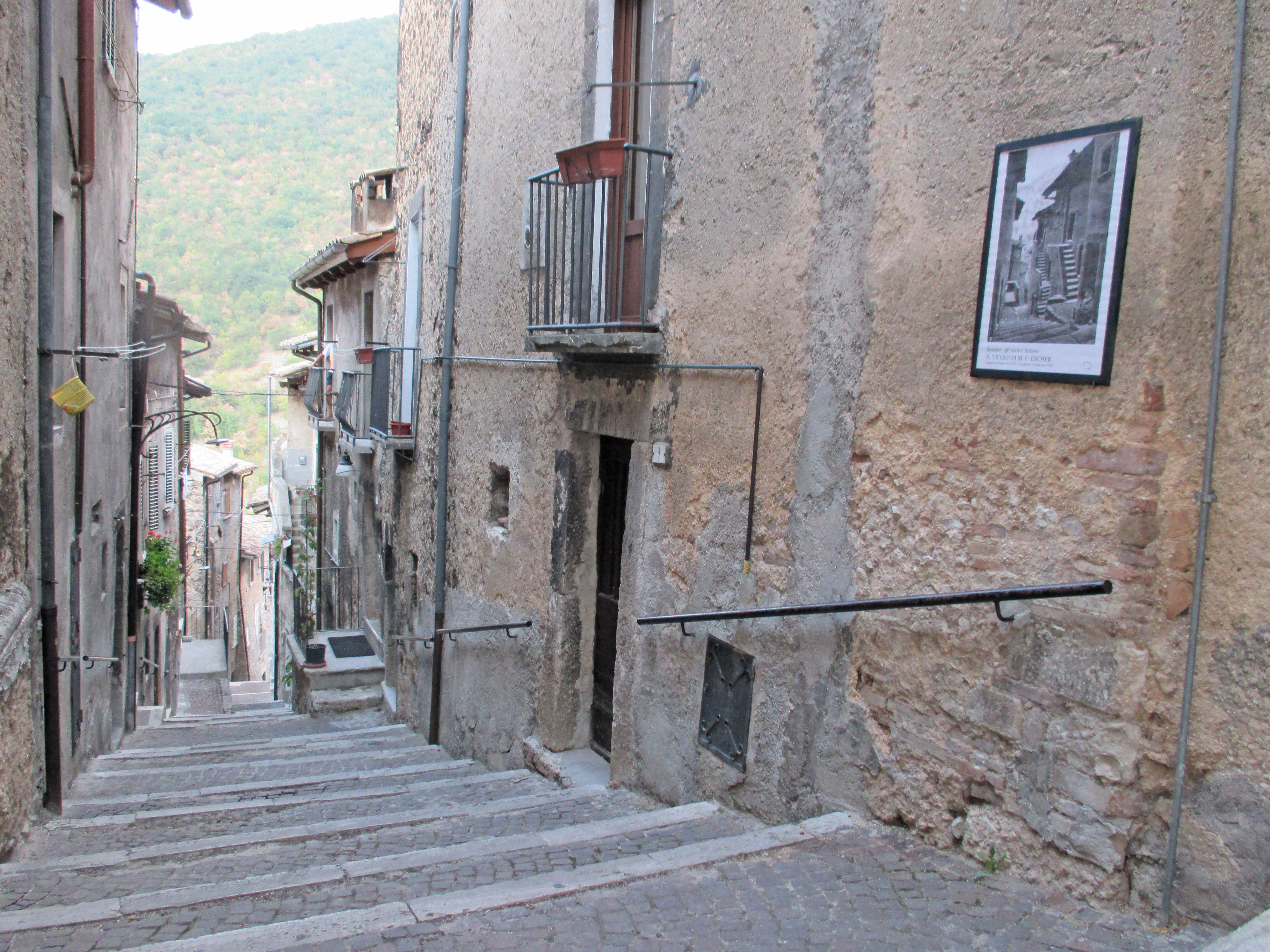
Particolare del vicolo di Scanno in cui Escher realizzò la litografia, da notare sulla destra, all'inizio del vicolo stesso, una copia della litografia stessa